# Ansitz Liebeneich

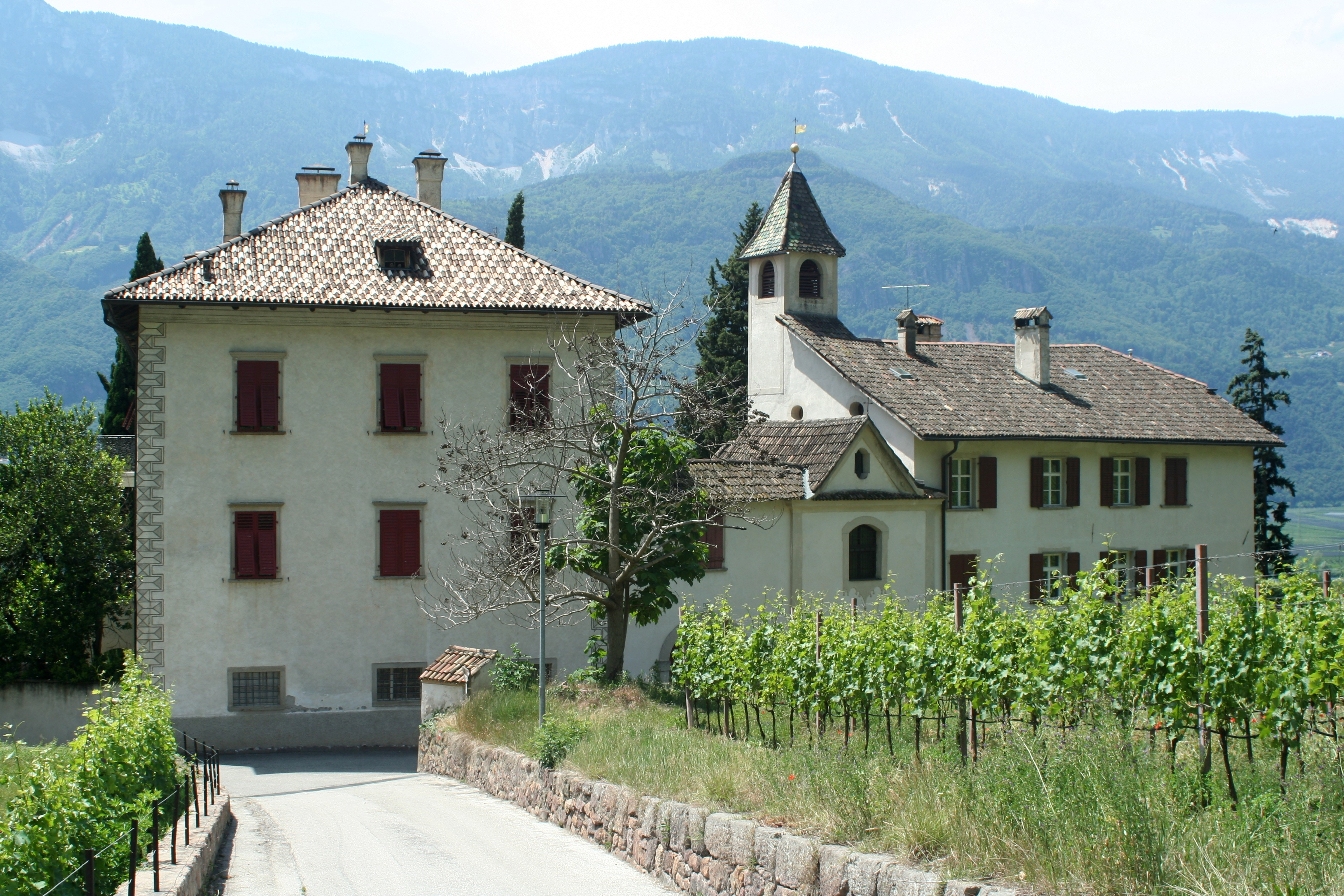
Ansitz Liebeneich in Terlan

Der Ansitz Liebeneich ist ein geschütztes Baudenkmal in der Gemeinde Terlan in Südtirol.

## Geschichte

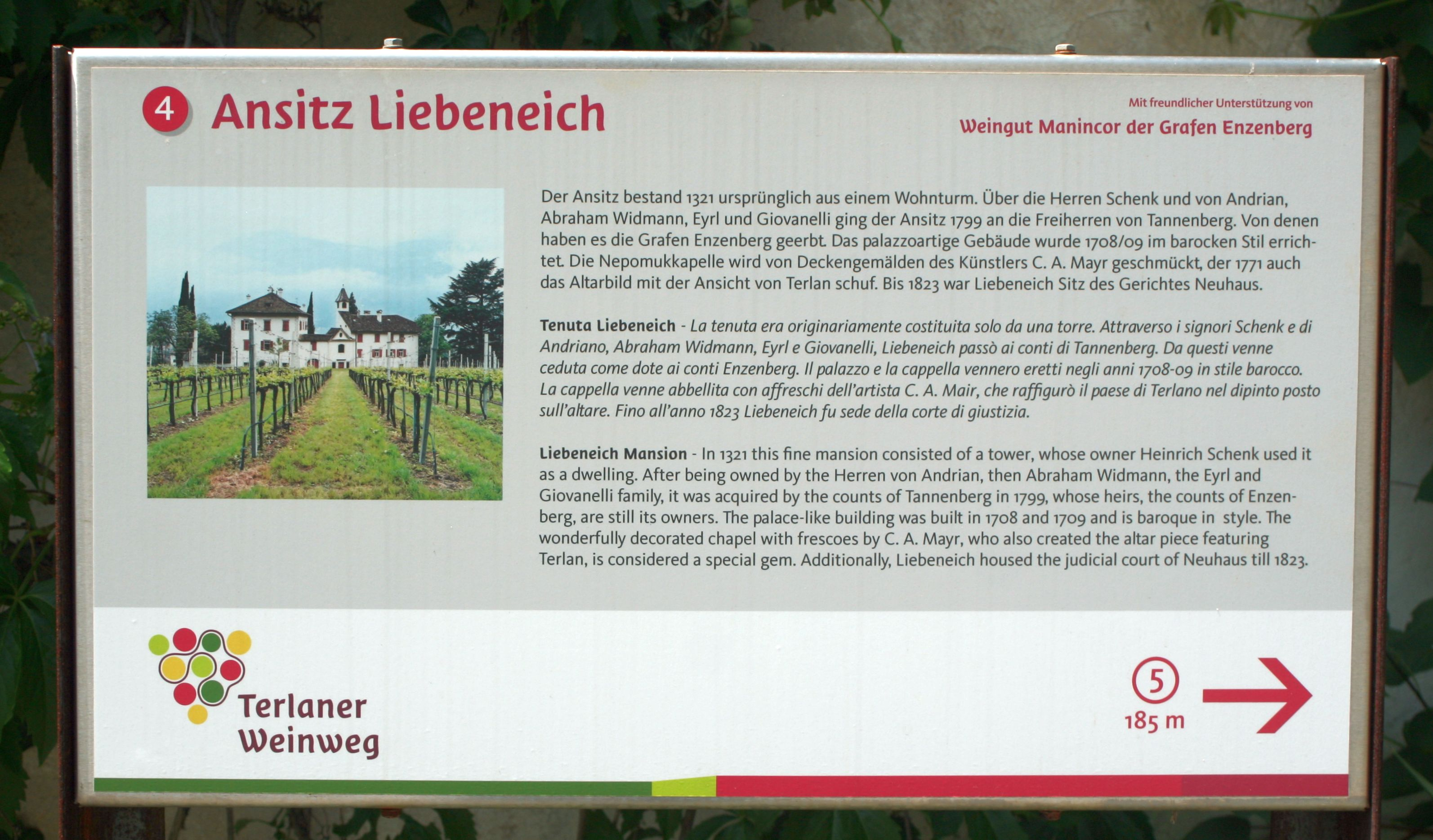
Infotafel

Als Erbauer von Liebeneich, zwischen der Pfarrkirche von Terlan und der Ruine von St. Peter gelegen, gelten die Schenk von Terlan. Erstmals erwähnt wurde die Familie 1290 mit Hans Schenk von Terlan. Im Volksmund früher auch "zum Schenken" genannt, bestand Liebeneich 1321 noch aus einem Wohnturm. Adam Eyrl, welcher den Freisitz Liebeneich später erwarb, erhielt am 15. Mai 1602 in Graz von Erzherzog Ferdinand von Steiermark, dem späteren Kaiser Ferdinand II. die Erlaubnis sein altes adliges Wappen mit dem der Schenk zu vermehren. Fortan im Eigentum der Herren von Eyrl, die das Prädikat "von und zu Waldgries und Liebenaich" führten, nannte man das Gut 1602 "einen uralten adligen Ansitz". Die Tochter des Hauptmanns Georg Bernhard von Eyrl Susanna heiratete Bernhard Giovanelli. Um 1680 erfolgte die Umgestaltung und Erweiterung im Stil der Renaissance. Seit dem Ende des 18. Jahrhunderts im Besitz der Freiherren und Grafen von Tannenberg, die sich danach gleichfalls „von Liebeneich“ nannten, folgten auf Erbwegen die Grafen von Enzenberg, die Liebeneich noch heute besitzen. Am 27. April 1979 erfolgte die Unterschutzstellung vom Landesdenkmalamt.

## Beschreibung
Es handelt sich um einen viereckigen Bau mit Nebengebäude, an welches die 1735 geweihte Kapelle St. Johannes Nepomuk anschließt. Die Deckenfresken schuf der Tiroler Kirchenmaler Christoph Anton Mayr.